# Notacja węgierska
Notacja węgierska (ang. Hungarian Notation) – w programowaniu sposób zapisu nazw zmiennych oraz obiektów, polegający na poprzedzaniu właściwej nazwy małą literą (literami) określającą rodzaj tej zmiennej (obiektu).
Notację węgierską wymyślił Charles Simonyi, programista z Microsoft. Można spotkać się z takimi formatami zapisu nazw zmiennych:
```
iLiczba
i_Liczba
i_liczba
```

Przykład użycia notacji węgierskiej do nazywania zmiennych w C++:
| przedrostek | znaczenie                                                                                    |
| ----------- | -------------------------------------------------------------------------------------------- |
| s           | string (łańcuch znaków)                                                                      |
| sz          | string (łańcuch znaków zakończony bajtem zerowym – null-em)                                  |
| c           | char (jeden znak), również const – wartość stała (szczególnie w przypadku użycia wskaźników) |
| by          | byte, unsigned char                                                                          |
| n           | short                                                                                        |
| i           | int                                                                                          |
| x, y        | int (przy zmiennych określających współrzędne)                                               |
| cx, cy      | int (przy zmiennych określających rozmiar, długość)                                          |
| l           | long                                                                                         |
| w           | word                                                                                         |
| dw          | dword                                                                                        |
| b           | boolean (wartość logiczna: prawda lub fałsz)                                                 |
| f           | flaga                                                                                        |
| fn          | funkcja                                                                                      |
| h           | handle (uchwyt)                                                                              |
| p           | pointer (wskaźnik)                                                                           |

Charakterystyczne dla notacji węgierskiej (tworzące jej „węgierskie brzmienie”) są również złożenia przedrostków, zbliżone do składania morfemów gramatycznych z morfemami znaczeniowymi w języku węgierskim (i innych językach aglutynacyjnych).
| przedrostek | znaczenie                                                                  |
| ----------- | -------------------------------------------------------------------------- |
| lpcsz       | „długi” („daleki”) wskaźnik na stały ciąg znaków zakończony bajtem zerowym |
| pfn         | wskaźnik na funkcję                                                        |

Największą wadą tego systemu jest to, że jeśli chce się zmienić typ zmiennej, trzeba poprawiać nazwę w każdym miejscu występowania jej w programie.
Notację węgierską stosuje się także w celu zaznaczenia zasięgu zmiennej, np.:
- g_iZmienna - zmienna globalna, integer
- m_iZmienna - zmienna w strukturze lub klasie, integer
- m_Zmienna  - zmienna w strukturze lub klasie
- s_Zmienna  - zmienna statyczna klasy
- _Zmienna   - zmienna lokalna